# (196) Philomela
(196) Philomela ist ein Asteroid des äußeren Hauptgürtels, der am 14. Mai 1879 vom deutsch-US-amerikanischen Astronomen Christian Heinrich Friedrich Peters am Litchfield Observatory in New York bei einer Helligkeit von 10,5 mag entdeckt wurde.
Der Asteroid wurde benannt nach Philomela, der Schwester von Prokne. Philomela wurde in eine Nachtigall verwandelt, siehe dazu auch bei (194) Prokne.

## Wissenschaftliche Auswertung
Aus Daten radiometrischer Beobachtungen in Infraroten aus dem Jahr 1974 vom Mauna-Kea-Observatorium auf Hawaiʻi und dem Cerro Tololo Inter-American Observatory in Chile wurden für (196) Philomela erstmals Werte für den Durchmesser und die Albedo von 158 bis 172 km und 0,10 bis 0,12 bestimmt. Aus Ergebnissen der IRAS Minor Planet Survey (IMPS) wurden 1992 Angaben zu Durchmesser und Albedo für zahlreiche Asteroiden abgeleitet, darunter auch (196) Philomela, für die damals Werte von 136,4 km bzw. 0,23 erhalten wurden. Eine Auswertung von Beobachtungen durch das Projekt NEOWISE im nahen Infrarot führte 2011 zu vorläufigen Werten für den Durchmesser und die Albedo im sichtbaren Bereich von 158,0 km bzw. 0,17. Nachdem die Werte 2012 auf 111,8 km bzw. 0,34 korrigiert worden waren, wurden sie 2014 auf 144,6 km bzw. 0,20 geändert.
Spektroskopische Beobachtungen von (196) Philomela erfolgten zu drei Zeitpunkten zwischen 28. Oktober und 1. Dezember 2008 am Krim-Observatorium in der Ukraine. Die gewonnenen Spektren entsprachen einem S-Typ und zeigten so gut wie keine rotationsabhängigen Unterschiede. Dies weist auf eine relativ homogene Zusammensetzung des Oberflächenmaterials des Asteroiden hin. Schwache Absorptionsbänder deuten auf das Vorhandensein kleiner Oberflächenformationen aus oxidiertem und/oder hydratisiertem Material oder auf die Beimischung dieses Materials zum Hauptmaterial des Asteroiden hin.

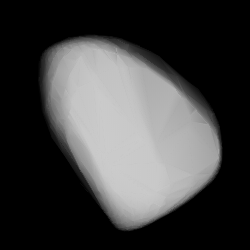
Berechnetes 3D-Modell von (196) Philomela

Nachdem für (196) Philomela bereits 1964 durch chinesische Forscher erstmals eine Rotationsperiode von 8,333 h berichtet wurde, erfolgten vom 30. November bis 4. Dezember 1981 am Osservatorio Astronomico di Torino in Italien neue photometrische Messungen. Aus der Lichtkurve konnte diesmal eine Rotationsperiode von 8,32 h ermittelt werden. Weitere Beobachtungen wurden vom 26. Februar bis 1. März 1989 am La-Silla-Observatorium in Chile durchgeführt. Auch hier ergab sich eine Periode von 8,333 h.
Aus den vorliegenden drei Lichtkurven wurde in einer Untersuchung von 1992 eine Bestimmung von zwei Alternativen für die räumliche Lage der Rotationsachse unternommen. Der Drehsinn oder die Rotationsperiode konnte dabei aber nicht eindeutig bestimmt werden. Dies gelang 1994 unter Verwendung der zwei Lichtkurven von 1981 und 1989 sowie eigenen Beobachtungen an der Außenstelle „Carlos U. Cesco“ des Felix-Aguilar-Observatoriums (OAFA) in Argentinien am 7. und 9. Mai 1989. Hier wurde eine Rotationsperiode von 8,333 h und zwei alternative Lösungen für die räumliche Lage der Rotationsachse sowie Abschätzungen für das Achsenverhältnis eines dreiachsig-ellipsoidischen Gestaltmodells erhalten. Ebenfalls aus den Lichtkurven von 1964, 1981 und 1989 konnte auch eine weitere Untersuchung 1995 zwar eine Lage der Rotationsachse und die Achsenverhältnisse, aber keine Periode und keinen Drehsinn ableiten. Eine weitere Untersuchung von 1998 bestimmte aus vier Lichtkurven von 1964 bis 1989 ebenfalls eine Rotationsachse und Achsenverhältnisse.
Neue photometrische Beobachtungen erfolgten am 6./7. Februar 1994 am Observatorium auf dem Pic du Midi in Frankreich und am 13. April an der astronomischen Beobachtungsstation Ostrowik der Universität Warschau in Polen. In Verbindung mit den früheren Lichtkurven wurde ein verbesserter Wert für die Rotationsperiode von 8,343 h errechnet. Außerdem konnte die Lage der Rotationsachse für eine prograde Rotation und die Achsenverhältnisse bestimmt werden. Auch aus Messungen vom 2. bis 12. Oktober 1997 und 2./3. Februar 2000 am Observatorio de Sierra Nevada in Spanien wurden zwei alternative Rotationsachsen für prograde Rotation, die Achsenverhältnisse und die Rotationsperiode zu 8,340 h bestimmt. Eine weitere Beobachtung vom 16. bis 23. November 2003 am Carbuncle Hill Observatory in Rhode Island ergab eine Rotationsperiode von 8,33 h.
Aus einer Auswertung dieser und anderer photometrischer Daten vom November 2003 bis Mai 2006 konnte in einer Untersuchung von 2007 ein asymmetrisches und glattes Modell der Form des Asteroiden erstellt sowie zwei alternative Möglichkeiten für die Orientierung der Rotationspole für retrograde Rotation abgeleitet werden. Die Rotationsperiode wurde zu 8,3328 h bestimmt. Mit dem Weltraumteleskop Transiting Exoplanet Survey Satellite (TESS) konnten während dessen Durchmusterung des Südhimmels 2018 bis 2019 auch Objekte des Sonnensystems beobachtet werden. Dabei wurden nach einer ersten Pilotstudie auch die Lichtkurven von fast 10.000 Asteroiden aufgezeichnet. Für (196) Philomela wurde aus Messungen etwa vom 25. Juli bis 22. August 2018 eine Rotationsperiode von 8,3330 h bestimmt.
Zwischen 2012 und 2018 wurden mit der All-Sky Automated Survey for Supernovae (ASAS-SN) auch photometrische Daten von 20.000 Asteroiden aufgezeichnet. Auf mehr als 5000 davon konnte erfolgreich die Methode der konvexen Inversion angewendet werden, darunter auch (196) Philomela, für die in einer Untersuchung von 2021 ein verbessertes dreidimensionales Gestaltmodell für eine Rotationsachse mit retrograder Rotation und einer Periode von 8,3328 h berechnet wurde.
Abschätzungen von Masse und Dichte für (196) Philomela ergaben in einer Untersuchung von 2012 eine Masse von etwa 4,00·1018 kg und mit einem angenommenen Durchmesser von etwa 145 km eine Dichte von 2,48 g/cm³ bei einer Porosität von 25 %. Die Werte besitzen eine Unsicherheit von ±40 %.